# 대니 알렉산더

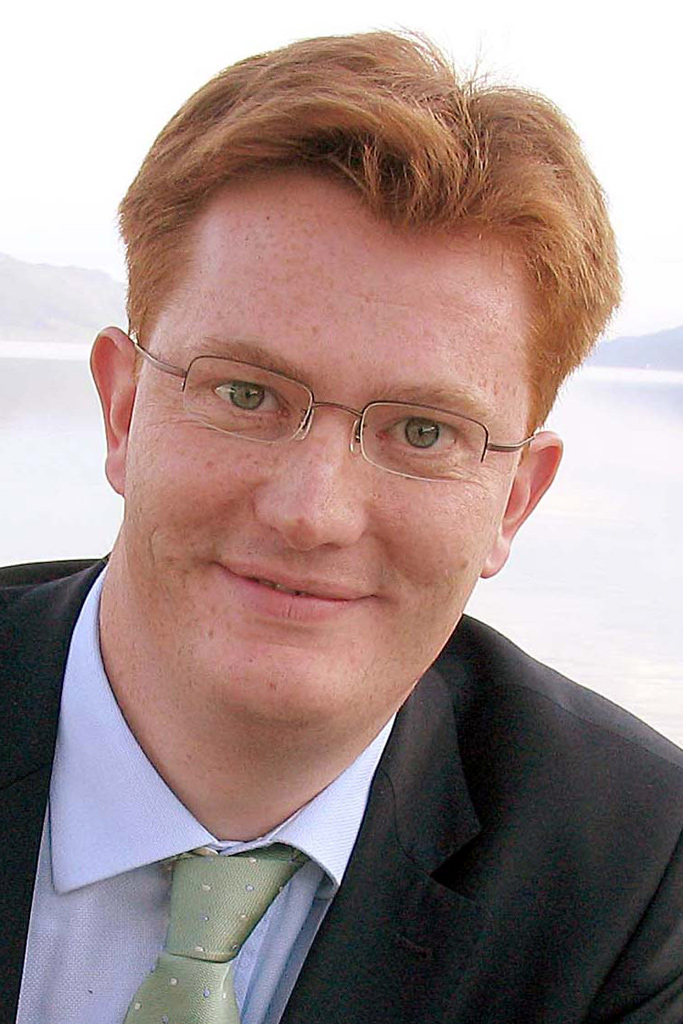
대니 알렉산더 의원

대니얼 그라이언 알렉산더 경 (Sir Daniel Grian Alexander, 1972년 5월 15일~)은 영국의 금융인으로, 아시아 인프라 투자 은행의 부회장이자 기업비서를 맡고 있다.
영국 자유민주당 소속 정치인 출신으로, 2005년부터 2015년 총선까지 인버니스 네언 베이드녹 스트래스페이 지역구 의원으로 있었다. 초선의원 당시 영국 노동연금부 (2007~2008)의 자유민주당 대변인, 닉 클레그 당대표실장, 자유민주당 정책모임의장 (2007~2010) 등의 당내 직책을 거쳤다. 2010년 영국 총선 당시 헝 의회 국면이 되자 앤드류 스터넬, 크리스 헌, 데이비드 로스와 함께 자민당 연정 협상대표로 나서, 영국 보수당과 연정협약을 체결하고 캐머런-클레그 연립내각 출범을 이끌었다. 내각 출범 직후 스코틀랜드장관에 올랐으나, 2010년 5월 말 데이비드 로스의 사퇴로 대장부 수석장관직을 물려받아 2015년까지 재직했다.
2015년 영국 총선에서 보수당 단독내각 출범으로 자민당 인사의 입각이 끝난 동시에, 알렉산더 본인도 스코틀랜드 국민당의 드루 헨드리 후보에게 패배하면서 정치경력을 마무리했다. 2015년 8월 27일에는 최하위 훈작사에 수훈되었다.